# Thailentadopsis nitida
Thailentadopsis nitida là một loài thực vật có hoa trong họ Đậu. Loài này được (Vahl) G.P. Lewis & Schrire mô tả khoa học đầu tiên năm 2003.